# Touët-de-l'Escarène
Touët-de-l'Escarène (Occitaans: Toet; Italiaans (verouderd): Toetto di Scarena) is een gemeente in het Franse departement Alpes-Maritimes (regio Provence-Alpes-Côte d'Azur) en telt 286 inwoners (2005). De plaats maakt deel uit van het arrondissement Nice.

## Geografie
De oppervlakte van Touët-de-l'Escarène bedraagt 4,6 km², de bevolkingsdichtheid is 62,2 inwoners per km².
De onderstaande kaart toont de ligging van Touët-de-l'Escarène met de belangrijkste infrastructuur en aangrenzende gemeenten.

## Demografie
Onderstaande figuur toont het verloop van het inwonertal (bron: INSEE-tellingen).
Vanwege een beveiligingsprobleem met de MediaWiki Graph-software is het momenteel niet mogelijk deze grafiek weer te geven. Zodra de software is bijgewerkt zal de grafiek vanzelf weer zichtbaar worden.
1. ↑  Populations de référence 2022.